# Petit hôtel Bouhier
Le Petit hôtel Bouhier est un hôtel particulier de la ville de Dijon situé 19 rue Vauban, dans son secteur sauvegardé.
Il était situé en face de l'hôtel Bouhier et appartenait au président Bouhier.
Le style de sa construction est du XVIIe siècle. Il a été appelé Petit hôtel Bouhier dès le XVIIIe siècle.
Il est inscrit au titre des monuments historiques depuis 1970.

## Plaque d'information

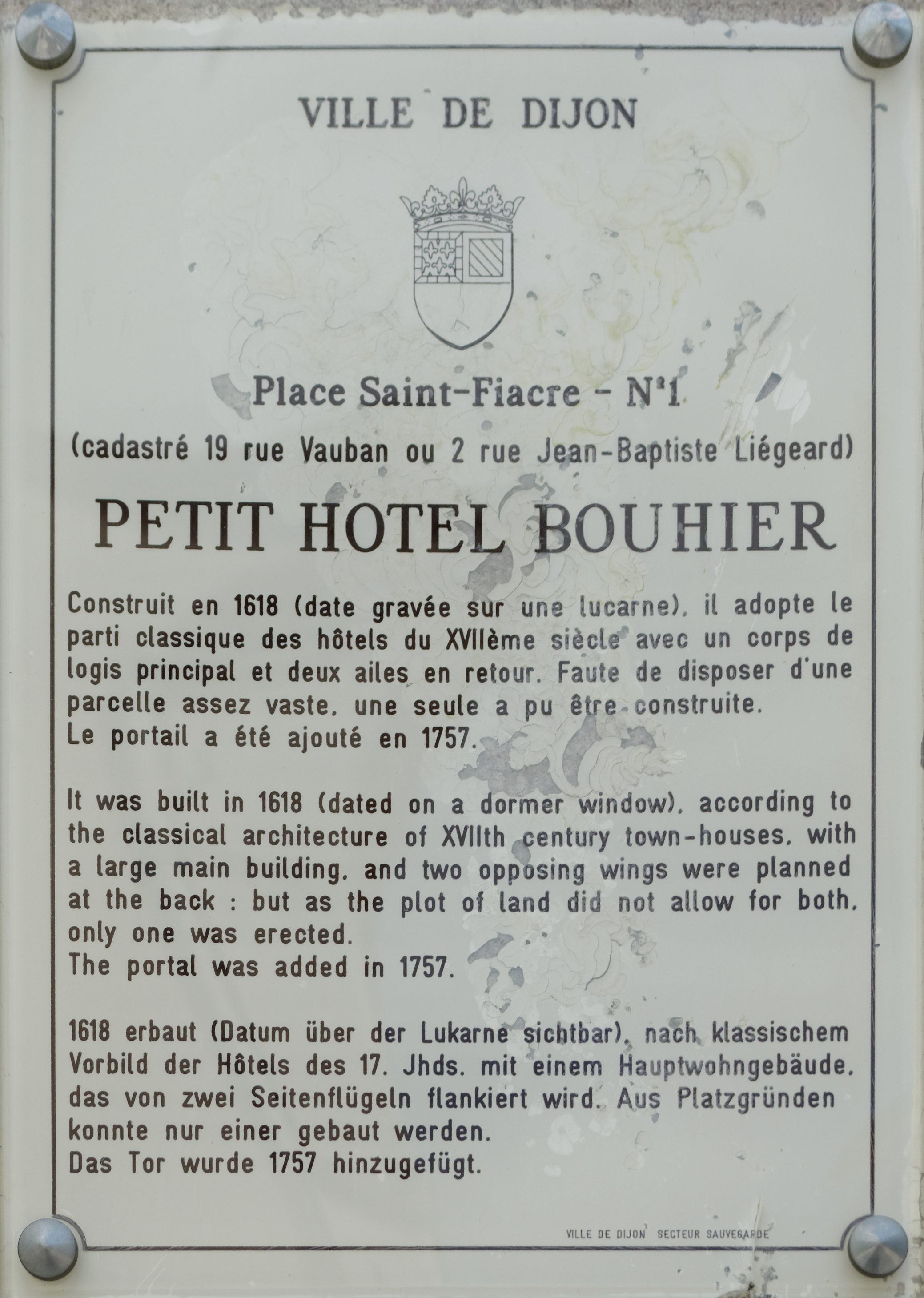
Plaque d'information trilingue (français, anglais, allemand)